# سنگ‌پوشه

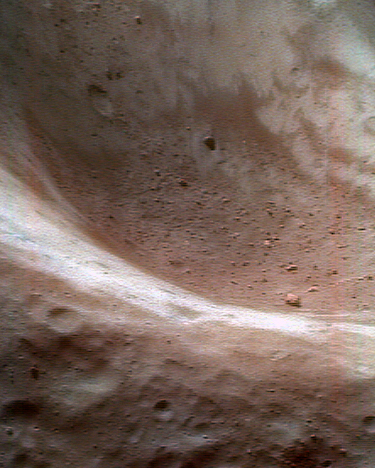
سطح سیارک اروس ۴۳۳.

سنگ‌پوشه یا رِگولیت (به انگلیسی: Regolith (/ˈrɛɡəlɪθ/)به لایه‌ای از سنگ یا پوششی از واریزه‌های سنگی که روی سنگ بستر را می‌پوشاند سنگ‌پوشه (regolith) گفته می‌شود.
سنگ‌پوشه از موادی ناهمگون تشکیل شده و شامل گرد و غبار، خاک، سنگ‌ریزه، و دیگر مواد مربوط که در کره زمین، ماه، مریخ، برخی سیارکها و دیگر اجرام فضایی پیدا می‌شود می‌باشد.
تشکیل سنگ‌پوشه در کره زمین بیشتر بر اثر فرسایش و هوازدگی انجام می‌شود. به خاطر نبود یا کمبود جو در دیگر کرات، سنگ‌پوشه‌ها در کرات دیگر بیشتر بر اثر برخورد شهاب‌سنگ‌های ریز و هم‌چنین بر اثر تأثیر تابش‌های کیهانی بر روی سطح کرات، تشکیل می‌شوند.

## ریشه‌شناسی واژه
واژه رگولیت از ترکیب دو واژه یونانی با هم: کلمه رِگوس (ῥῆγος) به معنی پوشاندن و کلمه لیتوت (λίθος) به معنی صخره تشکیل شده‌است. زمین‌شناس آمریکایی جورج پی. مِریل ابتدا این عبارت را در سال ۱۸۹۷ تعریف کرد و نوشت:
«در محل‌های این پوشش از ماده‌ای ساخته شده‌است که از طریق هوازدگی یا رشد گیاه در محل ایجاد می‌شود. در موارد دیگر، از مواد فروپاشیده و یاکم و بیش تجزیه شده که توسط باد، آب یا یخ از منابع دیگر جمع شده‌اند، تشکیل می‌شوند.
این پوششِ لایهٔ میان پوسته و هستهٔ کرهٔ زمین، از مواد منفصل و غیر تحکیم یافته، هر چه که ماهیت یا منشأ آن باشد، پیشنهاد می‌شود که رِگولیت نامیده شود.»

## کره ماه
سطح کره ماه تقریباً به‌طور کامل از سنگ‌پوشه پوشیده شده‌است که خاک ماه نیز نامیده می‌شود. خاک ماه لایهٔ خاکستری نازکی در سطح ماه با عمق احتمالی چند متر است که از مواد خردشدهٔ کمابیش متراکم و سیمانی تشکیل شده‌است.